# Jungmoränenlandschaft zwischen Amtzell und Vogt
Das Gebiet Jungmoränenlandschaft zwischen Amtzell und Vogt ist ein mit der Verordnung vom 1. Dezember 1995 des Landratsamtes Ravensburg ausgewiesenes Landschaftsschutzgebiet (LSG-Nummer 4.36.072) im Gebiet der Gemeinden Amtzell, Bodnegg Vogt, Waldburg und Wangen im Allgäu im Landkreis Ravensburg in Baden-Württemberg, Deutschland.

## Lage und Beschreibung
Das etwa 5176 Hektar große Landschaftsschutzgebiet Jungmoränenlandschaft zwischen Amtzell und Vogt gehört zum Naturraum Westallgäuer Hügelland. Sein Zentrum liegt etwa 3,5 Kilometer nördlich der Amtzeller, 4,4 Kilometer südwestlich der Vogter und 3,3 Kilometer südöstlich der Waldburger Ortsmitte. Es umfasst den Höhenzug des Inneren Jungendmoränenwalles, die nördlich angrenzende Zungenbeckenlandschaft („Waldburger Bucht“) und die südlich angrenzende Moränenlandschaft von Amtzell.
Innerhalb des Schutzgebiets liegen die Naturschutzgebiete Blauensee, Dietenberger Weiher, Edensbacher Mösle, Felder See, Herzogenweiher, Neuhauser Moos-Mollenweiher, Pfaumoos, Niggelmoos und Bei der Schleife und Scheibensee.

## Schutzzweck
Mit der Ausweisung des Schutzgebiets soll ein charakteristischer und besonders gut ausgebildeter Ausschnitt der in der Würmeiszeit angelegten glazialen Moränenlandschaft mit unruhigem Relief, bedingt durch zahlreiche Moränekuppen (End- und Grundmoräne, teilweise Drumlins) und Erosionserscheinungen, erhalten werden.

## Weblink
- Steckbrief des Landschaftsschutzgebietes Jungmoränenlandschaft zwischen Amtzell und Vogt im Schutzgebietsverzeichnis der Landesanstalt für Umwelt Baden-Württemberg